# Medgyasszay László
Medgyasszay László (Mór, 1941. augusztus 29. –) magyar állatorvos, politikus, országgyűlési képviselő.

## Életpályája

### Iskolái
Több helyen járt általános iskolába, utoljára Pápán, ahol a középiskolát is elvégezte. A pápai Türr István Gimnáziumban önképzőkört szervezett, amely 1957. március 15-én emlékezetes műsorral ünnepelte meg az 1848-as forradalom évfordulóját. 1959-ben érettségizett; "osztályidegen" származása miatt nem javasolták a továbbtanulását. 1961–1966 között az Állatorvostudományi Egyetem hallgatója volt.

### Pályafutása
Gyermekkorát Irtáspusztán töltötte, ahol édesapja ötszáz hold bérelt földön gazdálkodott. 1961-ben a győri Wilhelm Pieck Vagon- és Gépgyárban dízelmozdony-lakatosként dolgozott. 1966–1967 között a nemesgörzsönyi tsz-nél állatorvos gyakornok volt. 1967–1970 között Pápakovácsi állatorvosa volt. 1970–1971 között levéli körállatorvosként praktizált. 1971–1978 között a Győr-Sopron Megyei Állategészségügyi Állomás szarvasmarha-egészségügyi szakállatorvosa volt. 1978–1990 között a győr-ménfőcsanaki Veres Péter Mgtsz. üzemi állatorvosa volt. 1991–1993 között a Szó-Kép Rt. igazgatótanácsának elnöke volt. 1991–1996 között a Nemzeti Alapítvány kuratóriumának elnökhelyettese volt, 1996-tól elnöke. 2013-tól a Magyar Nemzeti Vidéki Hálózat (MNVH) elnöke.

### Politikai pályafutása
1989–2006 között az MDF tagja volt. 1990–1993 között a Földművelésügyi Minisztérium politikai államtitkára volt. 1990–1994 között győri önkormányzati képviselő volt. 1990–1994 között, valamint 1999–2001 között és 2003–2004 között az MDF elnökségi tagja volt. 1990–2010 között országgyűlési képviselő (1990–1994: Győr; 1994–1998: Győr-Moson-Sopron megye; 1998-: Győr; 1990–2004: MDF; 2004–2006: Független; 2006–2010: KDNP) volt.
1991–1992 között az MDF alelnöke volt. 1991–1994 között az ügyvezető elnökség tagja és a sajtóügyek felelőse volt. 1992–1993 között az Önkormányzati, közigazgatási, belbiztonsági és rendőrségi bizottság tagja volt. 1994–2010 között a Mezőgazdasági bizottság tagja volt. 1996–1997 között és 2002-ben a Környezetvédelmi bizottság tagja volt. 1998–2000 között és 2003–2004 között az MDF frakcióvezető-helyettese volt. 1998–2002 között a Számvevőszéki bizottság tagja, valamint a Postabank veszteségeinek okait vizsgáló tényfeltáró albizottság tagja volt.
1999–2001 között az MDF általános alelnöke volt. 2002-ben a Foglalkoztatási és munkaügyi bizottság elnöke volt. 2002–2004 között a Mentelmi, összeférhetetlenségi és mandátumvizsgáló bizottság tagja volt. 2002–2006 között a Győr-Moson-Sopron Megyei Közgyűlés alelnöke volt, 2006-tól tagja. 2003–2006 között A nemzeti lovas programot előkészítő eseti bizottság tagja volt. 2004-ben európai parlamenti képviselőjelölt volt. 2006–2010 között A Közös Agrárpolitika változását figyelemmel kísérő albizottság tagja volt.
2007–2009 között a KDNP frakcióvezető-helyettese volt.

## Családja
Szülei: Medgyasszay Lajos (1908–1980) mezőgazdasági mérnök és Szupper Katalin (1915–?) voltak. Nagyapja, Medgyasszay Vince (1868–1952) 1935–1943 között a Dunántúli Református Egyházkerület püspöke volt. 1967-ben házasságot kötött Török Júliával. Négy fiuk született: Csaba (1968–), János (1969–1974), László (1974–) és Gábor (1977–).

## Művei
- EU-csatlakozásunk gyakorlati gondjai az agrárágazatban
- "Nem azé, aki akarja…" (2009)

## Díjai
- A Magyar Érdemrend tisztikeresztje (2011)[3]